# Рівнянська сільська рада (Рожнятівський район)
| Рівнянська сільська рада — орган місцевого самоврядування у Рожнятівському районі Івано-Франківської області з адміністративним центром у с. Рівня. Водоймища на території, підпорядкованій даній раді: річка Лімниця. Сільській раді підпорядковані населені пункти: - с. Рівня - с. Слобода-Рівнянська |

## Склад ради
Рада складається з 16 депутатів та голови.

### Керівний склад ради
| ПІБ                          | Основні відомості                                                             | Дата обрання | Дата звільнення |
| ---------------------------- | ----------------------------------------------------------------------------- | ------------ | --------------- |
| Ковальчук Ярослав Михайлович | Сільський голова, 1951 року народження, освіта, безпартійний                  | 26.03.2006   | 31.10.2010      |
| Шевчук Наталія Йосипівна     | Сільський голова, 1974 року народження, освіта незакінчена вища, позапартійна | 31.10.2010   |                 |

Примітка: таблиця складена за даними джерела